# Rivière Nedlouc
 (mars 2025).
Si vous êtes l’auteur de ce texte, vous êtes invité à donner votre avis ici. À moins qu’il soit démontré que l’auteur de la page autorise la reproduction et que ce contenu soit compatible avec les principes fondateurs de Wikipédia, cette page sera supprimée ou purgée au bout d’une semaine maximum. En attendant le retrait de cet avertissement, veuillez ne pas réutiliser ce texte.
Pour les articles homonymes, voir Nedlouc.
La rivière Nedlouc est un tributaire de la rive sud de la rivière aux Feuilles dont les eaux coulent vers l'est et se jettent sur le littoral ouest de la baie d'Ungava. La rivière Nedlouc coule dans le territoire non organisé de Rivière-Koksoak, la région du Nunavik, dans la région administrative du Nord-du-Québec, au Québec, au Canada.

## Géographie
Les bassins versants voisins de la rivière Nedlouc sont :
- côté nord : rivière aux Feuilles ;
- côté est : lac Duvert, lac Kakiattukallak, lac Grammont ;
- côté sud : rivière aux Mélèzes, lac Dupire, lac Nedlouc ;
- côté ouest : lac Dyonnet, lac Minto.

Ses eaux proviennent du lac Nedlouc (superficie : 44 km2). Ce lac est situé à environ 260 km au sud-ouest de Kuujjuaq. Ayant une forme complexe, ce lac comporte deux zones principales, qui se joignent par le biais d'un rapide.
L'embouchure du lac est situé dans la partie nord du lac, ressemblant à un enchevêtrement de plans d'eau, de presqu'îles, d'îles et de baies.
À partir du lac Nedlouc, la rivière coule d'abord sur 5,7 km vers le nord-est, traverse un lac (altitude : 313 m) sur 2,6 km, puis coule sur 58,9 km vers le nord-ouest en traversant plusieurs rapides, jusqu'à son embouchure où le courant se déverse sur la rive sud de la rivière aux Feuilles. L'embouchure de la rivière Nedlouc est situé en face d'une autre rivière et en aval du lac Minto, ainsi qu'à 2,3 km en aval de l'embouchure des rivières Daunais (rive nord), en aval de la Irsuaq (rive sud) et en aval de la Charpentier (rive sud) lesquels sont des affluents de la rivière aux Feuilles.

## Toponymie
D'origine Inuit, le toponyme "Nedlouc" signifie mollets ou la partie de la cuisse au-dessus du genou. Le lien reste inconnu entre le lac Nedlouc et sa signification toponymique. Les Inuits désignaient le lac : "Nallualuk" et "Tasirtuuq" ; cette deuxième appellation signifie beaucoup de lacs.
En 1951, la Commission de géographie du Québec a officialisé le nom du lac Nedluc. La graphie Nedluk a été utilisée dans l'histoire pour désigner ce lac ; cette dernière apparaît sur la carte du district d'Ungava insérée dans le neuvième rapport de la Commission de géographie du Canada préparé par James White (1911).
Le toponyme rivière Nedlouc a été officialisé le 5 décembre 1968 à la Commission de toponymie du Québec.